# Eriosema tisserantii
Eriosema tisserantii är en ärtväxtart som beskrevs av Pierre Staner och De Craene. Eriosema tisserantii ingår i släktet Eriosema och familjen ärtväxter. Inga underarter finns listade i Catalogue of Life.